# 白山神社 (奈良市元興寺町)
白山神社（はくさんじんじゃ）は、奈良県奈良市元興寺町にある神社。治田神社（はるたじんじゃ）との呼称で記録されたこともある。宮司は御霊神社宮司の兼務。

## 祭神
- 白山比咩神[5][注釈 1]

## 歴史
元興寺の鎮守社であった治田神社を、高市郡飛鳥法興寺より遷座したと記した、近世の記録が残る。また一説に、道昭の弟子の泰澄が加賀国の白山神に拝し、同社も建てたとの記録も残る。ただし、『奈良名所八重櫻』の記録では「禅定院はからひとして北国一の霊峯より効験無双の権現を勧請す」とあることから、元興寺の飛鳥よりの移転時期まで遡る神社ではないとする説もある。

## 境内、周辺
境内には大きなイチョウの老木が生える。入り口には門が設置され、境内中ほどに社殿と覆屋がある。この神社があるため、周辺を白山辻子と呼ぶ。